# Europese weg 77
De Europese weg 77 of E77 is een Europese weg die loopt van Pskov in Rusland naar Boedapest in Hongarije.

## Algemeen
De Europese weg 77 is een Klasse A Noord-Zuid-verbindingsweg en verbindt het Russische Pskov met het Hongaarse Boedapest en komt hiermee op een afstand van ongeveer 1690 kilometer. De route is door de UNECE als volgt vastgelegd: Pskov - Riga - Šiauliai - Tolpaki - Kaliningrad, veerverbinding naar Gdańsk - Elbląg - Warschau - Radom - Krakau - Trstená - Ruzomberok - Zvolen - Boedapest.

## Nationale wegnummers
De E77 loopt over de volgende nationale wegnummers, van noord naar zuid:
| Nummer    | Tracé                 |
| Rusland   | Rusland               |
| --------- | --------------------- |
| A212      | Pskov - Estland       |
| Estland   |                       |
| 2         | Rusland - Luhamaa     |
| 7         | Luhamaa - Letland     |
| Letland   |                       |
| A2        | Estland - Riga        |
| A4        | Ringweg Riga          |
| A6        | Ringweg Riga          |
| A5        | Ringweg Riga          |
| A8        | Riga - Litouwen       |
| Litouwen  |                       |
| A12       | Letland - Rusland     |
| Rusland   |                       |
| A216      | Litouwen - Tolpaki    |
| A229      | Tolpaki - Kaliningrad |
| Polen     |                       |
| 7         | Gdańsk - Slowakije    |
| Slowakije |                       |
| 59        | Polen - Zvolen        |
| 66        | Zvolen - Hongarije    |
| Hongarije |                       |
| M2        | Slowakije - Boedapest |